# The Long Dark
The Long Dark je videohra o přežití z pohledu první osoby, kterou vyvinulo vývojářské studio Hinterland. Hra byla poprvé představena v říjnu 2013 v rámci crowdfundingové kampaně na Kickstarteru, díky které vývojáři získali část peněz na financování jejího vývoje. První hráči získali předběžný přístup ke hře v září 2014 ve službě Steam. Hra byla oficiálně vydána 1. srpna 2017.

## Hratelnost
Děj hry se odehrává v divočině na fiktivním ostrově Great Bear Island (česky Ostrov velkého medvěda) severně od Kanady krátce po geomagnetické bouři, která za doprovodu polární záře zničila elektroniku a komunikační systémy. Hráči musí bojovat o život v nehostinné zimní krajině hledáním a shromažďováním zdrojů a nástrojů opuštěných zemřelými nebo zmizelými lidmi, lovem zvěře, výrobou nových nástrojů atd. Hráči se přitom potýkají s nehostinným počasím, potřebami herní postavy jako je hlad, žízeň či únava a dalšími nástrahami přírody, mimo jiné agresivní divokou zvěří jako vlky či medvědy.
Hráči mají na výběr ze tří režimů hry: příběhového režimu, režimu sandboxu a režimu výzev.

### Příběhový režim
Příběhový režim se skládá z pěti (v prosinci 2023 byly hráčům dostupné čtyři z pěti) částí epizodovaného příběhu. V příběhovém režimu hráči hrají buď za pilota Willa Mackenzieho nebo jeho exmanželku, doktorku Astrid Greenwoodovou. Během hry hráči nebojují pouze o život herní postavy, ale snaží si najít cestu k druhé z postav, které byly na začátku odděleny, hráči se také postupně seznamují s životním příběhem obou postav.
V první části je poodhaleno, že Astrid navštívila Willa v hangáru, kde ho přinutila k tomu, aby spolu letěli na ostrov. Během geomagnetické bouře však oba i s letadlem havarují. Will se od trosek letadla dostane do nedalekého městečka Milton, kde se seznámí s opuštěnou stařenou s přezdívkou Grey Mother (česky Šedá matka). Will se seznámí s životním příběhem ženy i se stručnou historií městečka, po splnění několika úkolů zadaných ženou Will městečko opouští.
V druhé části se Will ocitá v sousední oblasti zrovna v okamžik, kdy muž, který se později představí jako Jeremiáš, bojuje s medvědem o život. Will musí zachránit život Jeremiášovi, porazit medvěda ve společném souboji a najít součástky na opravu rádia, se kterým chtějí muži kontaktovat pomoc. Will následně odchází do místní opuštěné vodní elektrárny, kde se setkává s uprchlým vězněm Mathisem.
V třetí části se Astrid probouzí promrzlá a zmatená v kuchyni farmářky Molly, která Astrid nalezla bezvládnou při svém lovu. Astrid se seznamuje s životním příběhem Molly a následně musí pomoci zdejšímu faráři zachránit životy cestujících, kteří nedaleko místní osady ztroskotali v letadle. Astrid se pak vydává ke zdejšímu vysílači, kde zaslechne přes rádio zmatenou komunikaci mezi Willem, neznámým hlasem a městečkem Perseverance Mills (česky Mlýny vytrvalosti). Nadějeplná Astrid se pak opuštěným dolem vydává do městečka.
Ve čtvrtém díle se Will probouzí zamknutý v cele věznice Blackrock. Po svém naléhání přesvědčí dva Mathisovy komplice, aby ho pustili s tím, že hodlá zachránit život umírajícího strážce věznice. S Willem se spojí studentka astrofyziky Jace, od které se dozví, že ve věznici je uvězněn Mathisův zvlášť nebezpečný syn Donner a společným úsilím zabrání Mathisovi v jeho osvobození.

### Režim sandboxu
V režimu sandboxu se hráči mohou svobodně pohybovat po ostrově a nejsou omezováni žádnými úkoly nebo zadáními. Hráči mohou svobodně prozkoumávat herní svět a prakticky jediným možným koncem hry je smrt herní postavy. Hráči si mohou při zakládání herního světa zvolit oblast, kde chtějí hru započít, jestli chtějí hrát za ženu či muže a zvolí si jednu z obtížností. Hru je teoreticky možné v tomto režimu hrát do nekonečna, pokud má hráč dostatečné štěstí při využívání herních mechanik.
Hráč má na výběr z šesti obtížností: Pilgrim (česky Poutník), Voyageur (česky Cestovatel), Stalker (česky Pronásledovatel, v překladu Stopař), Interloper (česky Vetřelec), Misery (Mizérie) a Custom (Přizpůsobená), ve kterém si hráč může přizpůsobit herní mechaniku po svém.
Mapa světa je tvořena řadou oblastí: Mystery Lake (Tajemné jezero), Coastal Highway (Pobřežní dálnice), Pleasant Valley (Milé údolí), Desolation Point (Bod bezútěšnosti), Timberwolf Mountain (Vlčí hora), Forlorn Muskeg (Zoufalý maskek), Broken Railroad (Zničená železnice), Mountain Town (Horské městečko), Hushed River Valley (Údolí tiché řeky), Bleak Inlet (Bezútěšná zátoka), Ash Canyon (Popelový kaňon) a Blackrock. Placené rozšíření Tales from the Far Territory do hry přidává další čtyři oblasti, a to jmenovitě Forsaken Airfield (Opuštěné letiště), Zone of Contamination (Zóna kontaminace), Transfer Pass (Převáděcí průsmyk) a Sundered Pass (Roztržený průsmyk).
Rozšíření Tales from the Far Territory také v červenci 2024 zavedlo funkci oživení hráče. Do té doby byla každá smrt herní postavy ve hře nevratná. Postavu lze oživit až třikrát, vždy za cenu snížení maximálního zdraví herní postavy a dalších omezení.

### Režim výzev
V režimu výzev si hráč na začátku hry vybere jednu z nabízených výzev a snaží se ji splnit. Hra v tomto režimu buď končí včasným stihnutím splnění zadání nebo smrtí či nesplněním zadání. Pokud hráč výzvu splní, získá ocenění, pokud hráč výzvu nesplní, může opakovat výzvu od začátku. K prosinci 2023 je ve hře dostupných osm výzev::
- Hopeless Rescue (česky Beznadějná záchrana): v této výzvě se snaží hráč nalézt na vrcholu hory v oblasti Timberwolf Mountain (česky přibližně Vlčí hora) signální pistoli a následně s ní vystřelit na vrcholu majáku v oblasti Desolation Point (česky přibližně Bod bezútěšnosti).
- The Hunted, Part One (česky Lovený, část 1): v této výzvě se hráč objeví v oblasti Pleasant Valley (česky Milé údolí), hráč se musí dostat co nejdříve do lovecké chaty v oblasti Mystery Lake (česky Tajemné jezero) a přitom se vyhnout medvědovi, který hráči usiluje o život.
- The Hunted, Part Two (česky Lovený, část 2): v této výzvě se hráč snaží zabít medvěda z první části pomocí pušky, kterou hráč získal v lovecké chatě.
- Whiteout (česky přibližně Vybělení): v této výzvě se snaží hráč shromáždit dostatek zásob, aby dokázal přežít velkou sněhovou bouři, která má přijít za třicet herních dní. Hráč musí shromáždit zásoby v budově čerpací stanice v oblasti Coastal Highway (česky Pobřežní dálnice), přičemž bojuje s nedostatkem zdrojů i se stále silnějšími blizardy.
- Nomad (česky Nomád): v této výzvě má hráč za úkol přežít tři herní dny v každé z patnácti vybraných lokací napříč herním světem.
- Archivist (česky Archivář): v této výzvě má hráč za úkol navštívit vybrané lokace a během polárních září se seznámit s různými zprávami či soubory zobrazenými na opuštěných počítačových obrazovkách.
- As the Dead Sleep (česky Dokud smrt spí): v této výzvě má hráč za úkol navštívit hroby napříč herním světem, přičemž doba na splnění úkolu není nijak omezena.
- Escape the Darkwalker (česky Unikni Temnochodci): neviditelná příšera s názvem Darkwalker se pohybuje herním světem a snaží se sežrat herní postavu. Hráč musí v herním světě sesbírat deset stránek deníků pojednávajících o příšeře. Hráči komplikuje hru fakt, že výzva probíhá v noci a nikdy se nerozední, příšeru nelze nijak zastavit či zranit, pouze zpomalit pomocí sprejování značek a příšera postupně zaplňuje celou oblast, kde hráč je, toxickou mlhou.

## Vývoj
Raphael van Lierop, režisér hry Warhammer 40,000: Space Marine, opustil Relic Entertainment poté, co byla hra dokončena, aby pracoval na projektech, které byly podle něj „osobnější“ a „více v souladu s jeho vlastními hodnotami“. Van Lierop současně přestěhoval svou rodinu z Vancouveru na severní ostrov Vancouver. Ovlivněn novým prostředím založil studio Hinterland a začal vyvíjet hru The Long Dark, hru o přežití odehrávající se v kanadské divočině. Na rozdíl od běžných postapokalyptických her, se v ní chtěl vyhnout klišé, jako když hráči bojují proti zombie, které byly „viděny už milionkrát“ a chtěl vytvořit hru s kanadským puncem, kde hráč bude bojovat proti do té doby v počítačových hrách neobvyklým nepřátelům, jako je příroda apod.
V září 2013 Lierop oznámil, že tým Hinterlandu se skládá z Alana Lawrance, bývalého vedoucího ve Volitionu, Marianny Krawczykové, producentky herní série God of War a Davida Chana, předního audiodesignéra v BioWaru. O rok později se k týmu přidal i Ken Rolston, vedoucí designér hry The Elder Scrolls III: Morrowind.
Hinterland obdržel počáteční finance od kanadského mediálního fondu a získal 200 000 kanadských dolarů na Kickstarteru v září 2013 na vývoj hry, přičemž došlo i k vybudování herní komunity. V říjnu 2013 překročil crowdfunding cíl o 256 617 C$. V září 2014 vešla hra do předběžného vydání a začala si budovat ještě větší zájem hráčů a pozornost. Hra byla oficiálně vydána plnohodnotnou verzí 1. srpna 2017.
V říjnu 2022 bylo poprvé představeno placené rozšíření formou stahovatelného obsahu s názvem Tales from the Far Territory. Rozšíření je vydáváno po částech a nabízí čtyři nové herní oblasti, jednu novou obtížnost, pět nových druhů zbraní a nástrojů, řadu nových předmětů a několik nových herních mechanik včetně komplexní přípravy některých druhů pokrmů.

### Čeština
Dne 9. dubna 2015 uveřejnila skupina fanoušků hry ve službě Steam neoficiální komunitní překlad hry do češtiny. Pomocí nástroje Workshop ve službě Steam tak získali čeští hráči možnost zahrát si hru s českými texty. Po poslední aktualizaci v roce 2017 zůstal původní překlad neaktualizován. 17. prosince 2019 jiný autor nahrál na Steam novou verzi českého překladu zahrnující i novinky, kterých se hra od roku 2017 dočkala.

## Přijetí

### Kritika předběžného přístupu
V rané fázi hry v době jejího předběžného přístupu byla hra omezena pouze na omezenou část herního světa a pouze na režim sandboxu. Kritika hra byla vesměs pozitivní, ačkoliv byla poznamenána neúplnost hry.
Leif Johnson píšící pro PC Gamer v červnu 2014 uvedl, že malá neměnná herní mapa sice odměňuje hráče zapamatováním tras, avšak nejvíce poutavé je objevování systému hry. Andy Kelly ve stejné publikaci chválil o měsíc později atmosféru hry, vyzdvihl umělecký ráz a zvukový design. Kelly podotkl, že zaměření na atmosféru a přežití v prostředí pomohlo hře vyniknout ve stále přeplněnějším žánru.
Na GameSpotu zachytil Shaun McInnis podobné myšlenky s tím, že zatímco žánr her o přežití je stále přeplněnější, The Long Dark je „jednou z mála her v tomto žánru zaměřených na zachycení samotného zázraku boje o přežití v brutální divočině“. John Walker píšící na Rock, Paper, Shotgun v srpnu 2014 popsal, že si hru užil a zjistil, že je „působivě plná věcí, které v ni lze dělat“, ačkoliv cítil, že zrychlené plynutí herního času ubírá hře na realismu. Nick Capozzoli kritizoval v říjnu 2014 na GameSpotu nerealistické herní mechaniky a uvedl, že „člověk by neměl potřebovat tucet energetických tyčinek a libru zvěřiny, aby přečkal ze dne na den“ a že „páčidlo ztrácí (ač by nemělo) polovinu své integrity poté, co bylo použito k vypáčení několika skříněk“.
Spisovatel Matt Peckham označil The Long Dark za „znepokojivý a přesto krásný klenot“.

### Prodeje
Do ledna 2015 bylo prodáno 250 000 kopií a do srpna 2015 se prodalo 500 000 kopií. V dubnu 2016 Hinterland oznámil, že se na všech platformách prodalo už přes 750 000 kopií a poděkoval za 99,78 % pozitivních hodnocení od uživatelů služby Steam. K září 2019 se prodalo 3,3 milionů kopí. Prodej dosáhl pěti milionů kopií v roce 2021.